# Kain Tapper
Kain Tapper, född 6 juni 1930 i Saarijärvi, död 17 augusti 2004 i Helsingfors, var en finländsk skulptör. Han var bror till författarna Harri Tapper och Marko Tapio.

## Biografi
Tapper studerade 1952–1954 vid Konstindustriella läroverket och 1955 vid Finlands konstakademis skola. Han gjorde en uppmärksammad debut i mitten av 1950-talet, då han mest arbetade med figurativa skulpturer; senare höll han sig huvudsakligen till den abstrakta konsten med utgångspunkt i visuella upplevelser i naturen.
Tapper blev känd framför allt som träskulptör; inom detta specialgebit skapade han en mängd originella, finstämt naturnära arbeten av trä eller natursten, där ytbehandlingen låter materialets struktur framträda. Han nådde snart också erkännande utomlands och ställde bland annat två gånger ut som finländsk representant på Venedigbiennalen (1962 och 1984).
Bland Tappers offentliga arbeten märks en altarrelief i Orivesi kyrka (1962), Sibeliusstatyn i Tavastehus (1964), Ilmari Kianto-monumentet i Suomussalmi (1974) och i Helsingfors den av tre granitblock uppbyggda kompositionen Prolog framför Nationaloperans huvudentré samt Tauno Palo-monumentet vid Helsingegatan (båda 1993).
Tapper var 1972–1975 konstnärsprofessor. År 1967 erhöll han Prins Eugen-medaljen och 1976 Pro Finlandia-medaljen.